# Юрчик, Мариан (шахматист)
Мариан Юрчик (словац. Marián Jurčík; род. 27 января 1987) — словацкий шахматист, гроссмейстер (2017).
Чемпион Словакии 2010 г.
В составе сборной Словакии участник 3 олимпиад (2010, 2012, 2016).
2-кратный победитель командного первенства Словакии (2010/11, 2014/15).

## Спортивные результаты
| Год       | Город | Турнир         | + | − | = | Результат | Место |
| --------- | ----- | -------------- | - | - | - | --------- | ----- |
| 2012/2013 |       |                | 6 | 1 | 3 | 6½ из 9   | [ 1 ] |
| 2016      | Баку  | 42-я Олимпиада | 6 | 0 | 4 | 8 из 10   | [ 2 ] |
|           |       |                |   |   |   | из        |       |

## Изменения рейтинга
| Графики недоступны из-за технических проблем. См. информацию на Фабрикаторе и на mediawiki.org. |